# 爱丽丝囚徒
愛麗絲囚徒（Alice In Chains），是一支由吉他手Jerry Cantrell和歌手Layne Staley于1987年在华盛顿州西雅图成立的摇滚乐队。乐队風格混合了油渍摇滚、重金属和一些木吉他的元素。以其具有辨识度的演唱方式(Staley和Cantrell的和声)而为人熟知。
愛麗絲囚徒因1990年代早期与诸如超脫（Nirvana）、珍珠果醬（Pearl Jam）和声音花园（Soundgarden）等共同进行的油渍摇滚运动而拥有了国际声誉。作为1990年代最成功的音乐作品之一，他们的专辑仅在美国就销售了一千四百多万张。乐队有每张专辑都打入告示牌200佳专辑，11首歌先后荣登主流摇滚歌曲（Mainstream Rock Tracks）十佳宝座，并获得六个格莱美奖提名。

## 音乐风格
尽管被束縛的愛麗絲被打上了油渍摇滚、另类摇滚和硬摇滚的标签，Jerry Cantrell认为自己乐队的风格主要是重金屬。他于1996年告诉吉他世界杂志：“我们乐队有许多不同的东西……我不太懂它们的混合体称为什么。但里边一定有金属乐、蓝调、摇滚乐（Rock'n'Roll），或许还有些朋克元素。但金属乐的这部分一直存在着，我也不会放弃它。”被束縛的愛麗絲受了诸如黑色安息日、齐柏林飞艇和金属製品等的影响。

## 现任成员
- William DuVall：主唱、节奏吉他 （2006－至今）
- Jerry Cantrell：主音吉他、伴唱 （1987－2002, 2005－至今）
- Mike Inez：貝斯、伴唱 （1993－2002, 2005－至今）
- Sean Kinney：鼓、打击乐器 （1987－2002, 2005－至今）

### 已離開成員
- Mike Starr：貝斯、伴唱 （1987－1993）
- Layne Staley：主唱、節奏吉他 （1987－2002；2002年去世）

巡演演奏者
- Scott Olson：原聲吉他 （1996）
  - Olson：僅在不插電巡演中進行演奏。
- Patrick Lachman：主唱 （2005－2006）
- Duff McKagan：節奏吉他 （2005－2006）

## 唱片

### 录音室专辑
- Facelift（1990）
- Dirt（1992）
- Alice in Chains（1995）
- Black Gives Way to Blue（2009）
- The Devil Put Dinosaurs Here (2013)
- Rainier Fog (2018)

### 单曲
- We Die Young（1990）
- Sap（1992）
- Jar of Flies（1994）

## 获奖及提名

### 获奖
| 年份 | 获奖            | 类别                                                    |
| ---- | --------------- | ------------------------------------------------------- |
| 1993 | MTV录像带音乐奖 | 最佳电影音乐录像带 – "Would?" 来自 Singles (1992年电影) |

### 提名
| 年份 | 提名            | 类别                                       |
| ---- | --------------- | ------------------------------------------ |
| 1991 | MTV录像带音乐奖 | 最佳重金属/硬摇滚录像带 – "Man in the Box" |
| 1992 | 美国音乐奖      | 最受欢迎新晋重金属/硬摇滚艺人              |
| 1992 | 格莱美奖        | 最佳硬摇滚演奏 – "Man in the Box"          |
| 1993 | 格莱美奖        | 最佳硬摇滚演奏 – Dirt                      |
| 1995 | 格莱美奖        | 最佳硬摇滚演奏 – "I Stay Away"             |
| 1996 | 格莱美奖        | 最佳硬摇滚演奏 – "Grind"                   |
| 1996 | MTV录像带音乐奖 | 最佳硬摇滚录像带 – "Again"                 |
| 1997 | 格莱美奖        | 最佳硬摇滚演奏 – "Again"                   |
| 2000 | 格莱美奖        | 最佳硬摇滚演奏 – "Get Born Again"          |